# Ivan Pavlica
Ivan Pavlica (* 17. března 1945, Záhřeb) je bývalý jugoslávský fotbalista chorvatské národnosti, útočník.

## Fotbalová kariéra
V jugoslávské lize hrál za NK Trešnjevka Zagreb, NK Záhřeb a Hajduk Split, nastoupil ve 193 ligových utkáních a dal 41 gólů a s Hajdukem vyhrál v roce 1971 ligu a v roce 1970 pohár. Na závěr aktivní kariéry hrál za FC Metz, v Ligue 1 nastoupil v 5 utkáních. V Poháru mistrů evropských zemí nastoupil ve 2 utkáních a ve Veletržním poháru nastoupil ve 4 utkáních a dal 1 gól. Za reprezentaci Jugoslávie nastoupil v roce 1969 v přátelském utkání se Švédskem. 

## Ligová bilance
| Ročník                          | Zápasy | Góly | Klub                 |
| ------------------------------- | ------ | ---- | -------------------- |
| Jugoslávská Prva liga 1964/1965 | 6      | 0    | NK Trešnjevka Zagreb |
| Jugoslávská Prva liga 1965/1966 | 27     | 3    | NK Trešnjevka Zagreb |
| Jugoslávská Prva liga 1966/1967 | 28     | 5    | NK Záhřeb            |
| Jugoslávská Prva liga 1967/1968 | 28     | 9    | NK Záhřeb            |
| Jugoslávská Prva liga 1968/1969 | 28     | 9    | Hajduk Split         |
| Jugoslávská Prva liga 1969/1970 | 28     | 7    | Hajduk Split         |
| Jugoslávská Prva liga 1970/1971 | 30     | 7    | Hajduk Split         |
| Jugoslávská Prva liga 1971/1972 | 18     | 1    | Hajduk Split         |
| Ligue 1 1972/1973               | 5      | 0    | FC Metz              |
| CELKEM 1. jugoslávská liga      | 237    | 19   |                      |
| CELKEM Ligue 1                  | 5      | 0    |                      |